# John Ogu
John Ugochukwu Ogu (Lagos, 20 aprile 1988) è un calciatore nigeriano, centrocampista svincolato.

## Carriera

### Club
Ogu trascorre 4 anni in Slovenia dove, nonostante la giovane età, diviene una colonna portante del Drava Ptuj, dal 2010 si trasferisce in Portogallo e in Spagna, dove pur giocando in squadre come l'Atlético Clube de Portugal, l'Almeria B (la squadra B dell'Almerìa) e il Leiria non riesce mai a giocare con continuità.
Nel 2012 si trasferisce all'Academica de Coimbra, squadra con cui ha anche giocato 5 partite in Europa League. Nel 2014 firma con la squadra israeliana dell'Hapoel Beer Sheva.

### Nazionale
Ha fatto il proprio debutto internazionale per la Nigeria nel 2013. È stato tra i 23 convocati della Nigeria per la Confederations Cup 2013.

## Palmarès

### Club

#### Competizioni nazionali
- Campionato israeliano: 3

Hapoel Be'er Sheva: 2015-2016, 2016-2017, 2017-2018
- Supercoppa d'Israele: 2

Hapoel Be'er Sheva: 2016, 2017
- Coppa di Lega israeliana: 1

Hapoel Be'er Sheva: 2016-2017